# Рамиз Делалић
Рамиз Делалић Ћело (Прибој, 15. фебруар 1963 — Сарајево, 27. јун 2007) био је босанскохерцеговачки криминалац и учесник рата у Босни и Херцеговини, командант 149. брдске бригаде АРБиХ.
Био је једна од неколико истакнутих личности из криминалног света које је Странка демократске акције ангажовала за рат. Широј јавности познат је због убиства Николе Гардовића 1. марта 1992. године, што је био повод за почетак ратних сукоба у Сарајеву.

## Деловање
Делалић је заједно са сарајевским криминалцем Мушаном Топаловићем помогао у организовању паравојних формација босанских Муслимана у Сарајеву. Поред чувања кључних положаја на планини Требевић, њихове банде су „реквирирале” и приватна возила; киднаповали су мушкарце да копају ровове на фронту, убијали, силовали и пљачкали.
Упркос причама које су га окруживале касније током рата у Босни и Херцеговини, Делалић је остао одан званичним бошњачким политичарима и војним властима, а био је близак и са Алијом Изегбеговићем.

### Убиство Николе Гардовића
Дана 1. марта 1992. године нападнута је венчана поворка Срба испред Старе православне цркве на Башчаршији, што је резултирало смрћу оца младожење, Николе Гардовића и рањавањем српског православног свештеника, а очевици су Делалића идентификовали као убицу. Власти босанских Муслимана нису се трудиле да пронађу и процесуирају Делалића; он је тек 8. децембра 2004. године оптужен за убиство.
ТВСА је након почетка рата, у Сарајеву 1992. испред зграде Вијећнице снимила документарни програм о Рамизу Делалићу, у којем је исти приказан као херој. У овој документарној емисији Рамиз Делалић је признао убиство Николе Гардовића, те нагласио да је то био „муслимански патриотски акт”.
Делалић је упуцан и убијен од стране неидентификованих пре завршетка суђења.

## Смрт
Делалић је убијен из ватреног оружја на улазу у његову стамбену зграду у центру Сарајева, 27. јуна 2007. године. Убица је сачекао Делалића и пуцао у њега у два одвојена наврата, сваки пут са више хитаца. Одмах након пуцњаве стигла је хитна помоћ, мада су лекари Делалића убрзо прогласили мртвим. Сахрањен је на гробљу Ковачи у Сарајеву.